# 平井敏雄
平井 敏雄（ひらい としお、1937年10月7日 - 2017年9月8日）は、日本の材料科学者。東北大学名誉教授。元日本セラミックス協会会長。

## 人物・経歴
大阪府大阪市港区石田呉服町生まれ。1960年大阪府立大学工学部金属工学科卒業。1962年大阪府立大学大学院工学研究科金属工学専攻修士課程修了、東北大学金属材料研究所助手。
1968年東北大学金属材料研究所講師、工学博士 (大阪大学）。1969年東北大学金属材料研究所助教授。1969年から1971年まで文部省在外研究員としてペンシルベニア州立大学に留学。1978年東北大学金属材料研究所特殊耐熱材料学研究部門教授。1990年全日本こけしコンクール審査委員。1998年東北大学金属材料研究所付属新素材設計開発施設長、東北大学評議員。2001年定年退官、東北大学名誉教授、日本セラミックス協会会長、ファインセラミックスセンター試験研究所長。
病気療養中の2017年に死去。平井研究室出身者に張聯盟元武漢理工大学副学長など。

## 受賞
- 市村学術賞功績賞 1977年[3][9]
- 日本金属学会功績賞 1978年[3]
- フルラス賞日本受賞 1980年[10]
- 窯業協会学術賞 1987年[3]
- 注目発明選定証 1988年[3]
- 粉体粉末冶金協会研究功績賞 1993年[3]
- 日本金属学会谷川・ハリス賞 1997年[3]
- 中華人民共和国政府友誼賞 2004年[11]
- 本多記念賞 2005年[12]
- 岡崎清功労賞 2007年[13]
- 瑞宝中綬章 2017年[14][15]